# Jomfruøerne
Jomfruøerne er en øgruppe i det Caribiske Hav. Øerne er delt mellem de Britiske Jomfruøer (et britisk oversøisk territorium – vigtigste øer: Tortola, Virgin Gorda, Anegada og Jost Van Dyke) mod nord og øst og de Amerikanske Jomfruøer (et amerikansk territorium – vigtigste øer: Sankt Thomas, Sankt Jan og Sankt Croix) centralt og mod syd, samt de Spanske Jomfruøer (en del af det amerikanske territorium Puerto Rico - vigtigste øer: Culebra Culebra, Puerto Rico og Vieques) mod vest.
Christopher Columbus kaldte øerne Santa Ursula y las Once Mil Vírgenes (forkortet til Las Vírgenes), efter Sankt Ursula og hendes 11.000 jomfruer. Ursula ses i våbenet for de Britiske Jomfruøer omgivet af 11 lamper, der symboliserer jomfruerne.
På Columbus' tid beboedes øerne af arawak-, carib- og cermic-indianere, som alle uddøde i kolonitiden af sygdomme, hårde arbejdsvilkår og direkte udryddelse.
Senere fik øerne en befolkning af afrikanske slaver, som arbejdede i sukkerplantagerne (og mindst én indigoplantage). Sukkerplantagerne er lukket nu, men slavernes efterkommere bor stadig på øerne og deler den vestindiske kultur med de andre engelsk-talende caribiske øer.
Der er venstrekørsel både på de britiske og amerikanske øer, men de fleste biler har rattet i venstre side (hvad der ellers er almindeligt, hvor man kører i højre side). Den amerikanske dollar er officiel valuta begge steder.
Øerne umiddelbart øst for Puerto Rico (og som territorielt hører til Puerto Rico) kaldes lokalt de Spanske Jomfruøer. Disse øer indgår som regel ikke på kort over Jomfruøerne, men de ligger faktisk tættere på Sankt Thomas end Sankt Croix gør.
18°12′N 64°48′V / 18.2°N 64.8°V